# Chimsunchartella
Chimsunchartella is een geslacht van wantsen uit de familie van de Miridae (Blindwantsen). Het geslacht werd voor het eerst wetenschappelijk beschreven door Chérot & Pauwels in 2000.

## Soorten
Het genus bevat de volgende soort:

- Chimsunchartella schwartzi Chérot & Pauwels, 2000